# František Černý (diplomat)
František Černý (8. června 1931 Praha-Nové Město – 2. února 2024 Praha) byl velvyslanec Československa a České republiky v Berlíně. Zasloužil se o usmíření a porozumění mezi Čechy a Němci. Byl nositelem Ceny za sjednocení a Velkého kříže za zásluhy.

## Život
František Černý se narodil v Praze v roce 1931. Jeho otec byl úředníkem ve spořitelně a jeho děda z matčiny strany byl vysokým úředníkem za Rakouska-Uherska. Kvůli svému původu nemohl František Černý studovat. Pracoval jako dělník a na vojně sloužil jako politicky nespolehlivý jako lesní dělník. Po ukončení vojenské služby studoval germanistiku a bohemistiku na Univerzitě Karlově. Studium zakončil v roce 1963 disertační prací o Erich Maria Remarqueovi. Během studií nastoupil do československého rozhlasu a zde pracoval v oddělení zahraničního vysílání.

### Po roce 1968
Po násilném ukončení pražského jara musel opustit své místo v rozhlase a nesměl pracovat jako žurnalista. Až do roku 1989 pracoval jako překladatel a učitel němčiny na Státní jazykové škole.

### Po roce 1989
Krátce po sametové revoluci vstoupil, na popud Václava Havla a Jiřího Dienstbiera, do diplomatických služeb a vedl do roku 1995 velvyslanectví Československa a České republiky v Německu. Mezi roky 1998 až 2001 byl velvyslancem České republiky v Berlíně. Po ukončení diplomatické činnosti se stal zakladatelem Pražského literárního domu autorů německého jazyka.

### Ocenění
Celý život přispíval k dobrým vztahům mezi Čechy a Němci. Byl nositelem Umělecké ceny česko-německého porozumění, kterou získal v roce 1996 společně s bývalým německým prezidentem von Richardem von Weizsäckerem. V roce 2001 mu byl udělen Záslužný řád Spolkové republiky Německo. 3. července 2022 obdržel pamětní cenu Wenzela Jaksche Seligerovy obce za přínos rozvoji česko-německých vztahů.

### Citáty
„Před dvanáctou v poledne mne nezastihnete, ale o půlnoci jsem vždy na příjmu!“
„Neškoďte sobě, ani jiným!“